# Planina pod Golico
Planina pod Golico je naselje v Občini Jesenice.
Planina pod Golico, ki se je do leta 1955 imenovala Sveti križ, je razloženo naselje na višini med 933 in okoli 1000 mnm na prisojnih pobočjih pod goro Golico (Karavanke). Skozi naselje teče potok Jesenica (Svobodni potok).

## Zgodovina
V okolici so že v 14. stoletju kopali in predelovali železovo rudo. Blizu Savskih jam na višini okoli 1100 mnm so še vidni ostanki rudarskih rovov. Tu je nekoč stal plavž in še do leta 1907 obratoval rudnik. V Jeseniškem Rovtu, kot se je še tudi imenovala Planina so stale železarske peči in kladiva. Proti koncu 15. stoletja se fužinarstvo preselilo na Jesenice, rudarjenje pod Golico pa je počasi zamiralo in leta 1907 dokončno zamrlo.

## Gospodarstvo in turizem
Planina pod Golico, ki je oddaljena okoli 5 km od Jesenic je jeseniški rekreacijski center s prvovrstnim smučarskim svetom in naravno sankaško progo. Iz naselja je speljana žičnica na Španov vrh (1334 mnm), kjer so urejene smučarske proge. V bližini je Smučarski dom Črni vrh. Literatura pravi, da je bila v Črnem vrhu postavljena prva vlečnica, ki je smučarje prvič potegnila navzgor v novembru 1948. Na Planini pod Golico pa na višini 933 mnm
stoji Dom pod Golico.

### Smučišče
Iz vasi Planina pod Golico je bila leta 1964 speljana enosedežnica žičnica na Španov vrh (z dolžino 1632 metrov najdaljša naprava te vrste v Sloveniji in nekdanji Jugoslaviji). S temeljito prenovo leta 2004 je obratovala do leta 2015??Žičnica obratuje še danes, in še nekaj časa bo.